# Graphiste publicitaire
 (mars 2023).
Si vous disposez d'ouvrages ou d'articles de référence ou si vous connaissez des sites web de qualité traitant du thème abordé ici, merci de compléter l'article en donnant les références utiles à sa vérifiabilité et en les liant à la section « Notes et références ».
Le graphiste publicitaire conçoit et réalise des images destinées à transmettre un message visuel dans tous les domaines de la vie économique. Il est simultanément artiste peintre, dessinateur ou graveur et spécialiste de la communication visuelle.
Concepteur et réalisateur, son champ d'activité s'étend à tous les moyens d'expression dans ce domaine : information, documentation, symbolisation. Plasticien de la communication, son œuvre est perceptible au plus grand nombre parce qu'elle véhicule les idées et les événements en se faisant signe et image, volume et espace, lumière et mouvement.
Son domaine de création au fil des ans est de plus en plus vaste ; de la conception visuelle du document imprimé, il s'étend de l'organisation de certains volumes et espaces de notre vie quotidienne.
Le graphiste exerce son activité, en premier lieu dans trois secteurs : l'édition, la publicité et la presse. Et il s'insère en outre dans l'urbanisme, l'image animée, l'infographie, le textile, l'image de firme, etc. Ses créations deviennent à l'égal des arts plastiques, des œuvres faisant partie du patrimoine culturel.
Le graphiste est généralement issu des grandes écoles d'art comme les beaux-arts, les arts décoratifs et arts appliqués agréés par l'État.
Les principales réalisations du graphiste sont reproduites sous les formes les plus diverses : affiches, présentoirs, tableau de vitrine (PLV), couverture de livre, pochette de disque, illustration d'un texte scientifique ou littéraire, bande dessinée, dessins animés, caricatures, dessin humoristique, image de marque, logotype, tête de lettre, étiquette, conditionnement, emballage, charte graphique, publicité par l'objet, annonce alliant le dessin à la recherche graphique, caractères typographiques, calligraphie, signalétique, pictogramme, dessin symbolisant une activité ou un service, timbre-poste, diptyque philatélique, jeu de cartes ou de société, composition et conception de mise en page artistique originale de catalogue, dépliant, brochure ou plaquette, livre notice, programme, encart, magazine, revue périodique, composition abstraite ou figurative, murs peints, panneaux décoratifs, body-painting, tatouage, générique, spot télé, audiovisuel, télématique et design industriel.

## Historique
Nos plus anciens dessins remontent à 600 000 ans avant notre ère, d'après les pictogrammes retrouvés sur les parois des grottes dans le Tassili. Déjà, ces dessins sont graphiques, la nécessité fais loi. Plusieurs types de moyens de s'exprimer vont alors exister ; anecdotes historiques (chasse, pêche, guerre) ; nécessité de nourriture (passage de gibier), transmission de savoir (religion, connaissances exceptionnelles), nécessité de tuer (cibles animales et humaines). Puis, au fur et à mesure du développement de la civilisation, d'autres formes apparaissent, tels que les rouleaux d'argile des graphismes d'impôts. L'art graphique suit l'évolution du langage. 30 000 ans avant notre ère, le pictogramme, les peintures des grottes rupestres, 5 000 ans avant notre ère l'idéogramme (l'idée liée au dessin des Chinois, hiéroglyphes, runes nordiques et aztèques, 2 000 ans avant notre ère le phonogramme (évolution des hiéroglyphes en syllabes ou sons), environ 1 000 ans avant notre ère, les alphabets.
Certaine datation de signes comme Glozel en France remontent à 10 000 ans avant Jésus-Christ. Caractères cunéiformes hittites, hiéroglyphes dans leurs dernières formes, caractères phéniciens, tous font référence à une origine divine, extérieure à l'humain. Les premières publicités trouvées seraient grecques nous disent les humoristes. Elles seraient dues à des femmes de petite vertu qui avaient des semelles gravées à l'envers et marquaient, en marchant dans la terre tendre et le sable « suis moi ». Les murs de Pompéi témoignent déjà de l'utilisation exagérée de la communication graphique.
Les symboles marquent l'histoire, des boucliers aux bannières, puis l'art héraldique du lion au griffon, de la fleur de lys au soleil, des enseignes des corporations du Moyen Âge à celles de notre époque. L'Église n'est pas exempte de symboles ; de l'agneau au poisson, de l'Ave Maria au Chrisme.
D'une période d'art pictural jusqu'à la fin du XIXe siècle, les premières affiches apparaissent, où la forme esthétique supplante la réalité, où l'idée devient plus fortement exprimée pour augmenter le caractère publicitaire, Alfons Mucha est le premier, suivent des noms comme Andy Warhol, Roger Excoffon ou Jacques Auriac.

## Technique
L'affiche se devait alors d'être envisagée et conçue comme une œuvre d'art, même si elle avait également à répondre à des buts utilitaires spécifiques. Son organisation plastique devait être rythmée sur un système géométrique, reposé sur un principe d'équilibre des formes dans un but d'harmonie et prendre en considération les rapports de ses dimensions et les interactions de couleurs utilisées. C'est à ce prix que l'affiche pouvait remplir sa fonction essentielle, non seulement attirer le regard du passant, mais le frapper de telle façon qu'il ne l'oubliera plus.
L'affiche devenait une sorte d'idéogramme, c'est-à-dire un signe graphique exprimant directement l'idée sans le secours des mots. Avec l'arrivée de la photographie dans les annonces presse, la suprématie de la publicité dessinée trouve dans cette nouvelle forme artistique, un partenaire de style différent mais tout aussi efficace.
Les normes d'identification d'une marque n'ont pas d'autres buts que d'utiliser ce mécanisme, au profit d'une entreprise commerciale. C'est-à-dire, faire connaître un nom par un graphisme et des couleurs, qui, des millions de fois répétés constituent un capital d'identification instantané et automatique. Et c'est bien là l'un des meilleurs moyens de se faire connaître.

## Évolution du métier
Une approche industrielle au service des travaux d'édition amène les graphistes à réagir très vite à un événement sur leurs marchés, de manière à se structurer pour disposer d'un des outils les plus performants en matière de fabrication ; la compogravure qui allie le traditionnel avec le numérique demandant des compétences typographiques ou de gravure.
En 1996, la plupart des graphistes étaient équipés d'un outils informatique. Ceux qui ne s'en servent pas ne le regrettent pas forcément. Les raisons invoquées sont multiples : raisons artistiques, refus pur et simple mais 83 % des graphistes sont satisfaits d'utiliser l'ordinateur, ils prennent alors le nom d'infographiste.
L'art graphique publicitaire en est venu au cours de son premier demi-siècle d'existence adulte, à assumer de plus en plus la fonction sémillante d'un art appliqué faisant de la publicité pour la publicité, grâce à la mise en œuvre de moyens agressifs et hauts en couleur qui juraient avec le caractère guindé et corseté des mots employés conformément à une rhétorique bien réglée. Au XXIe siècle, l'art graphique appliqué est soumis à des mutations constantes qui le font jaillir des pages imprimées et des murs dans un feu d'artifice dont la vitalité et la liberté d'invention sont probablement sans égales dans l'histoire de la communication.
Personne ne semble choqué de voir la forme et le contenu d'une illustration échapper souvent totalement aux lois de l'interprétation rationnelle. Nous vivons dans un monde de signes, dont beaucoup sont même devenus une espèce de langage optique international.
Aussi, certaines formes géométriques, certains assemblages de couleurs ou d'initiales, toujours les mêmes et répétés régulièrement nous parlent immédiatement pour provoquer un réflexe, répondre à un besoin ou faire simplement enregistrer un renseignement par notre mémoire.